# Operation Strike of the Sword
Operation Strike of the Sword oder Operation Khanjar war eine von den USA geführte Offensive in der Provinz Helmand im Süden Afghanistans. Ungefähr 4.000 Marines der 2. Marine Expeditionary Brigade, 650 afghanische Truppen sowie NATO-Flugzeuge waren beteiligt. Die Operation begann, als Einheiten in den frühen Morgenstunden des 2. Juli 2009 in das Hilmend-Tal zogen. Die Mission war die größte Offensive der Marines seit der Operation Phantom Fury im Jahr 2004 und die größte Luftbrücke der Marine seit dem Vietnamkrieg.
Die Marines drangen hauptsächlich in drei bedeutende Städte, entlang des Flusses südlich von Laschkar Gah, ein. Mindestens zwei Marineinfanteriebataillone und ein Marine Light Armored Reconnaissance (LAR) -Bataillon führten die Operation an. Die Soldaten griffen den Bezirk Garmsir, die Stadt Nawa-I-Barakzayi und Khanashin im Khan Neshin Distrikt an.

## Hintergrund

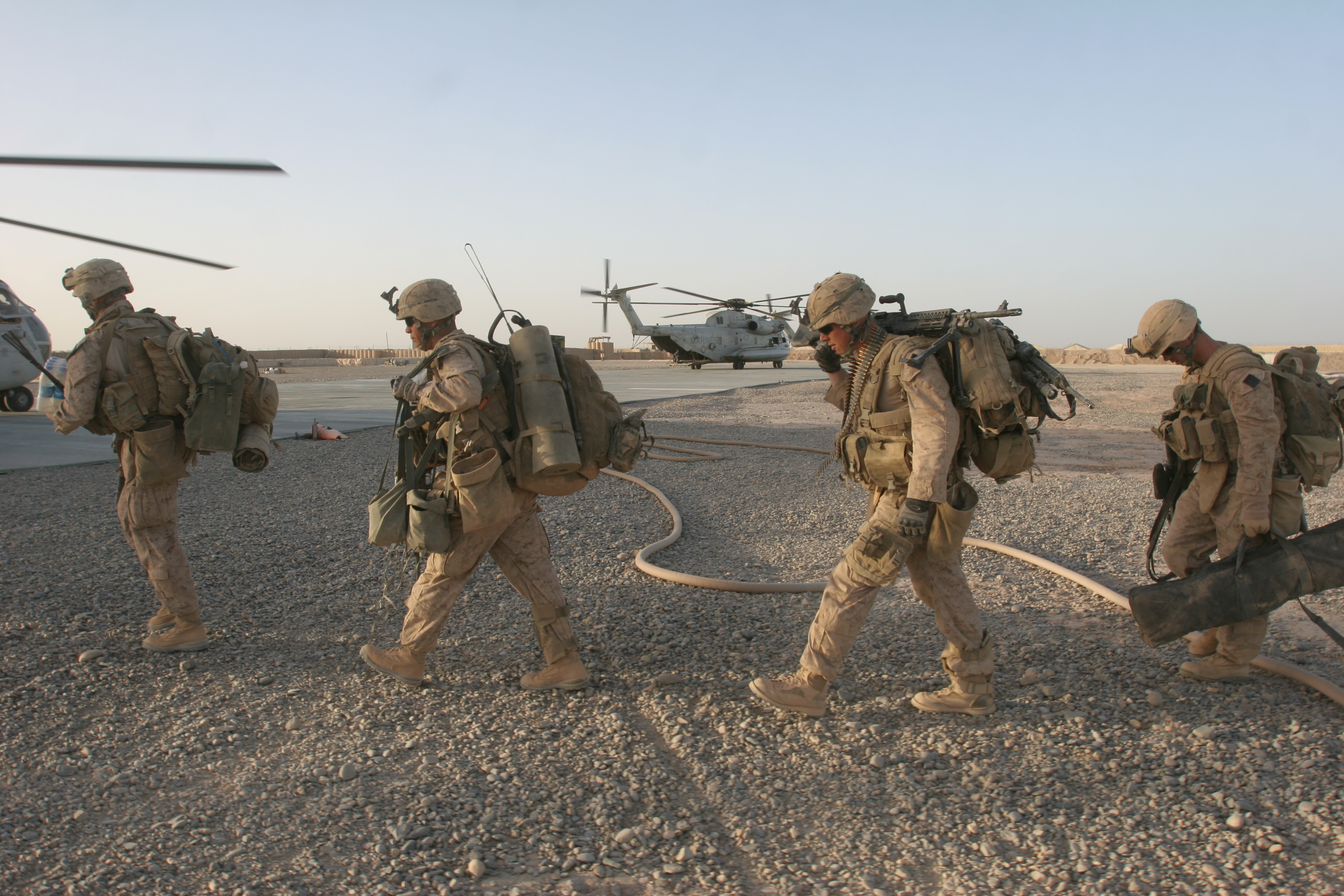
Marines vom 2. Bataillon, 8. Marines steigen zu Beginn der Operation in einen CH-53-Hubschrauber ein

Seit 2001 galt die Provinz Helmand als Hochburg der Taliban und war eine der gefährlichsten Gebiete für die Koalitionstruppen in Afghanistan. Ab dem Jahr 2006 gerieten britische Truppen in eine Pattsituation. Die große Fläche machte die Kontrolle der Provinz schwierig, freiwillige aus der ganzen muslimischen Welt und Hunderte lokale afghanische Staatsangehörige schlossen sich weiterhin dem Aufstand an. Es gab eine wachsende Besorgnis unter US-Militär- und Geheimdienstbeamten, dass ein Großteil der Kämpfer und Munition aus der pakistanischen Region Belutschistan stammt.
Um den Aufstand der Taliban einzudämmen, genehmigte Präsident Obama am 18. Februar 2009 eine Aufstockung der US-Streitkräfte in Afghanistan. Bis Anfang Juni 2009 waren über 7.000 der 21.000 bestellten Marines in Südafghanistan stationiert.

### Herausforderungen
Die Stadt Nawzad wurde für Experten ein klares Beispiel für die Herausforderungen, denen sich die US-Streitkräfte gegenübersahen. Nawzad ist seit 2006 Schauplatz einer Pattsituation. Weder britische noch estnische Streitkräfte konnten die Region erobern. Seit der Übernahme im März 2008 sind auch die US-Marines einem ähnlichen Stillstand ausgesetzt.
Monatelang war nur eine einzige Kompanie Marines in der Stadt. Anträge auf Verstärkung wurden abgelehnt, da hochrangige Kommandanten Gebieten mit mehr Zivilisten Vorrang einräumten. Obwohl ein direkter Sieg nicht möglich war, bestand die Idee hinter einer einzigen Kompanie, darin, die Aufständischen zu beschäftigen, während andere Einheiten anderswo Regionen eroberten.
Im April 2009 gelang es den Marines mit drei Bataillonen die Frontlinie um einige hundert Meter zurückzudrängen. Es wurde angenommen, dass eine beträchtliche Anzahl von Aufständischen getötet wurde.
Bis Ende Juni 2009 erzielten die Amerikaner keine weiteren großen Erfolge, sodass die Stadt weiterhin umkämpft blieb.

### Politischer Druck
Darüber hinaus wurden die Präsidentschaftswahlen in Afghanistan, die am 20. August 2009 stattfanden, zunehmend in Frage gestellt. Kritiker fragten, wie eine sinnvolle nationale Wahl abgehalten werden könne, wenn die Taliban viele Gebiete von Südafghanistan kontrollierte.

### Ziele
Adm. Michael Mullen, Vorsitzender der Joint Chiefs of Staff, beschrieb, dass man das Gebiet für die afghanische Regierung sichern wollte, damit diese dort operieren kann. Brigadegeneral Larry Nicholson, Kommandeur der 2. MEB, erklärte, dass die Operation darauf abzielte, die Sicherheit vor den Präsidentschaftswahlen zu verbessern und die Wahlen zu ermöglichen. Die Marines würden den Einfluss der ISAF in der Region festigen.

## Verlauf

### Beginn
Der Konflikt begann gegen 1:00 Uhr Ortszeit, als Marines vom 1st Bataillon, 5th Marines, von Hubschraubern der 82nd Airborne Division rund um die Stadt Nawa abgeworfen wurden. Die ersten Schüsse wurden bei Tagesanbruch (gegen 6:15 Uhr) abgefeuert, als eine Einheit Marines von Taliban Kämpfern beschossen wurde. Cobra-Kampfhubschrauber wurden herbeigerufen und führten Tiefflüge durch, um die Aufständischen zu vertreiben. Gleichzeitig wurden Marines vom 2. Bataillon, 8th Marines von Hubschraubern außerhalb der Stadt Sorkh-Duz abgesetzt. Die Stadt Sork-Duz liegt zwischen Nawa-l-Barakzayi und Garmsir.

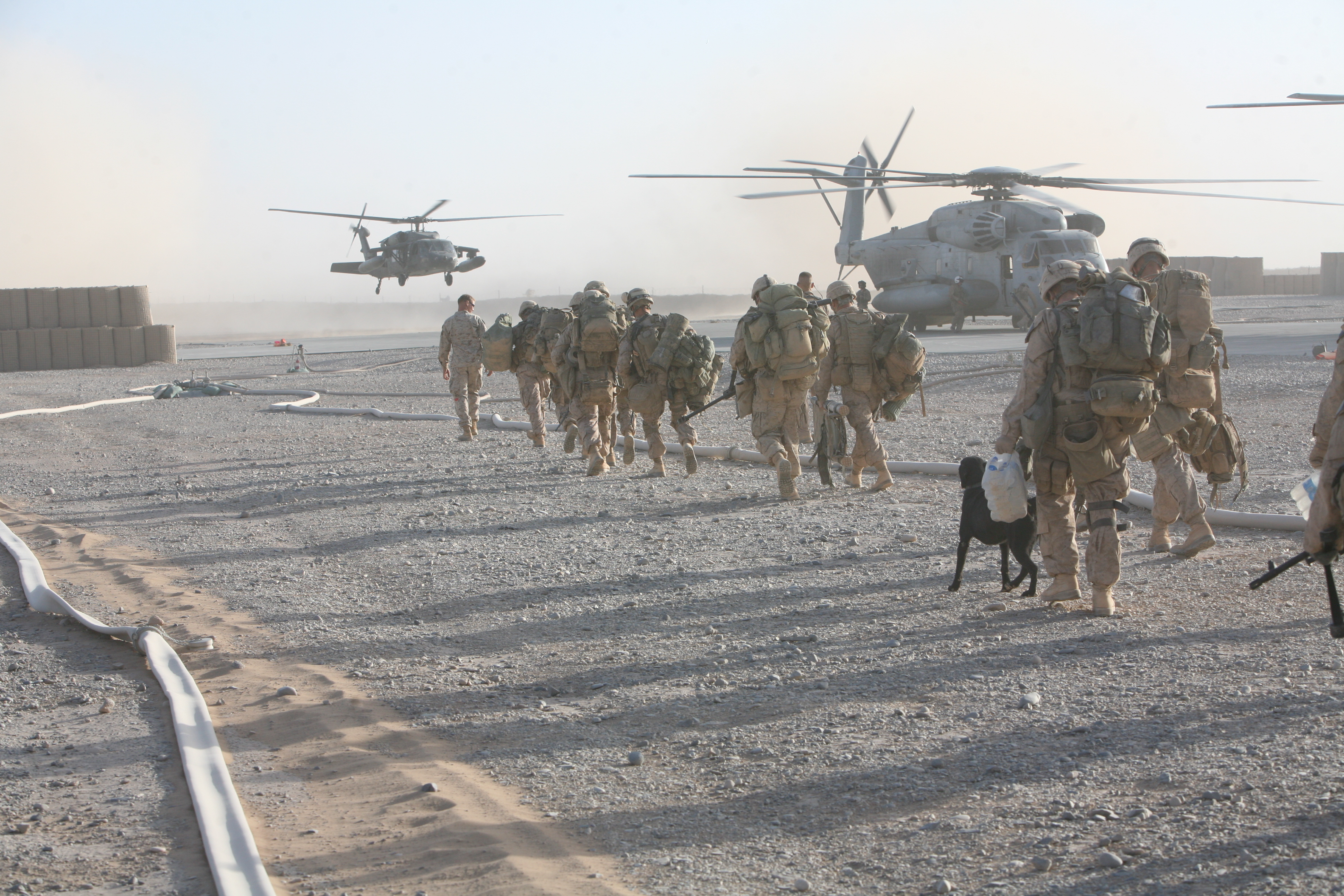
Marines vom 2. Bataillon, 8th Marines beladen einen Hubschrauber im Camp Dwyer
- Operation Khanjar, Teil I, „Send in the Reinforcements“ (englisch)
- Operation Khanjar, Teil II, „Mission Launch“ (englisch)

### Zurückhaltung
Obwohl die Operation die Bedrohung durch die Islamisten beseitigen sollte, lag das Hauptaugenmerk darauf, dass Vertrauen der Einheimischen zu gewinnen und sie vor der Bedrohung durch die Taliban zu schützen. Um dies zu bekräftigen, übten Marineeinheiten während der Begegnung mit feindlichen Aufständischen militärische Zurückhaltung aus. Obwohl die Truppen auf Widerstand stießen, bei denen mehrere Soldaten verletzt wurden, entschieden die Kommandeure, ihr Gegenfeuer zu dämpfen. In den ersten 24 Stunden haben die Marines weder Artillerie noch Kampfflugzeuge angefordert.
Zivile Opfer wollte die USA vermeiden, da man dadurch das Vertrauen der Einheimischen verlieren würde. Stanley A. McChrystal, Befehlshaber der US-Streitkräfte in Afghanistan und der ISAF, erläuterte weiter die Notwendigkeit einer ständigen Überwachung, um die Ermordung von Zivilisten durch die Taliban zu verhindern.
Am ersten Tag wurden Marines von einer Gruppe von etwa 20 Militanten angegriffen, die sich in einem Lehmziegelkomplex in Nawa-l-Barakzayi versteckt hatten. Die Soldaten forderten keinen Luftangriff,  stattdessen verwendeten sie Cobra-Hubschrauber, um das Risiko ziviler Opfer zu vermeiden. Den Militanten gelang die Flucht.
Marineoffiziere verteilten Flugblätter, in denen ihre Anwesenheit erklärt wurde, und sprachen mit Hilfe von Dolmetschern mit den Bewohnern. Einige Soldaten schliefen aus Respekt in leeren Häuser, anstatt in Stützpunkten mit Stacheldraht, um die Einheimischen vor Repressalien der Taliban zu schützen.

### Garmsir Bezirk
Soldaten des 2nd Battalion, 8th Marines stießen anfangs auf wenig Widerstand. Am 3. Juli griffen Taliban aus einem ummauerten Gelände acht Stunden lang Marines an, bis ein AV-8B Harrier Jet von VMA-214 das Gelände mit einer 500-Pfund-Bombe zerstörte und alle geschätzten 30 bis 40 Aufständischen tötete. Bei der Aktion wurden keine Marines als verwundet gemeldet. Der Kampf verzögerte die Pläne der USA, sich mit Dorfältesten und einigen Einheimischen zu treffen. Marinesoldaten führten gemeinsame Patrouillen mit der afghanischen Nationalarmee in und um die Stadt Sorkh-Duz durch. Bis zum 5. Juli waren Einheiten in Toshtay, 26 Kilometer südlich von Garmsir, in schwere Kämpfe verwickelt.

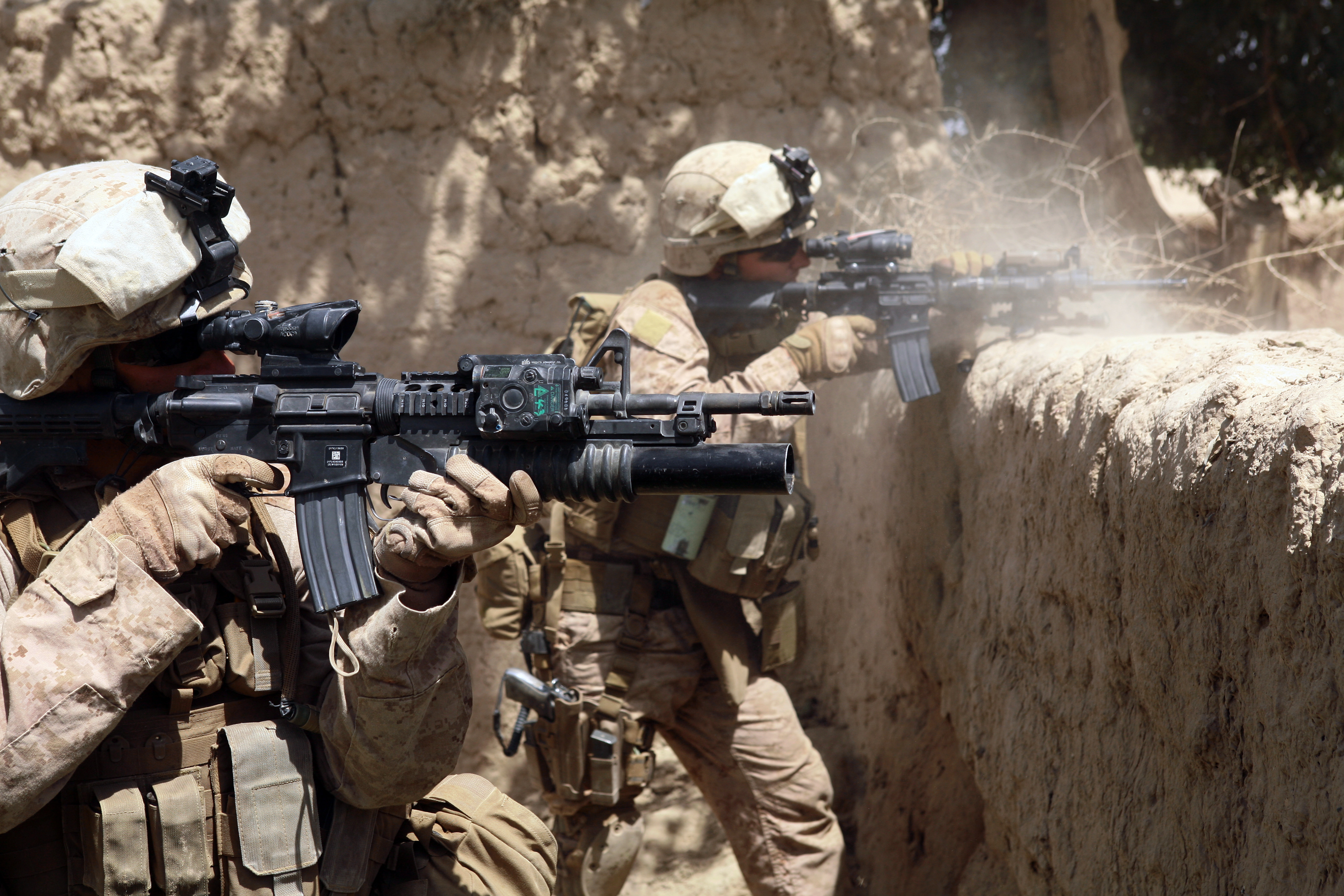
Marines vom 2. Battalion, 8. Marines schießen am 3. Juli 2009 auf eine feindliche Position in Garmsir
- Operation Khanjar, Teil III, „Hearts and Minds“ (englisch)

### Nawa-l-Barakzayi Bezirk
Hunderte Soldaten des 1st Battalion, 5th Marines wurden mit einem Hubschrauber in das Dorf Nawa-I-Barakzayi gebracht und stießen auf sporadischen Widerstand. Kommandanten stellten fest, dass sich die Islamisten vorerst zurückgezogen haben, um die Marines zu beobachten.

### Khan Neshin Bezirk
Am 2. Juli 2009 kamen ungefähr 500 Marinesoldaten der 2. LAR mit einer Stärke von 70 Fahrzeugen in Khanashin an, der Hauptstadt des Distrikts Khan Neshin. Khanashin war eine Hochburg der Taliban und die Koalitionstruppen konnten nie eine dauerhafte präsens in diesem Gebiet, so tief im südlichen Hilmend-Tal, aufbauen. Marines hielten vor dem Dorf an und warteten darauf, dass der Dorfarzt ihnen die Erlaubnis gibt in die Stadt einzurücken. Am Ende des Tages konnten die Soldaten über die Einreise in die Stadt verhandeln, stießen auf keinen Widerstand und begannen Gespräche mit den Ältesten.

### Angriff auf Dahaneh
Am 12. August 2009 begannen US-Marines bei Tagesanbruch einen Angriff auf die von den Taliban gehaltene Stadt Dahaneh. Die erste Angriffswelle in Humvees und MRAPs verließ um 1:00 Uhr morgens eine Marinebasis in der Stadt Naw Zad, etwa fünf Meilen nördlich von Dahaneh. Drei CH-53E Super Stallion-Hubschrauber nahmen einen Zug Marines auf und ließen sie hinter den Feindlichen Linien fallen. Die Amerikaner konnten ein Gelände in der Stadt erobern, wenig später griffen die Aufständischen mehrere Stunden lang diese Stellung an. Nach vier Tagen wurde Dahaneh das erste Mal seit vier Jahren vollkommen zurückerobert.

## Nachwirkungen

### Bedenken der Pakistaner
Am 3. Juli 2009 wirkte der pakistanische Premierminister Yousaf Raza Gillani besorgt, dass durch die Offensive der Amerikaner, Taliban-Kämpfer nach Pakistan fliehen könnten.
Die pakistanische Armee verlegte Truppen an die afghanische Grenze nach Helmand, um Militante vor der Flucht zu verhindern. Sowohl US-amerikanische als auch pakistanische Beamte haben Bedenken geäußert, dass verstärkte Operationen in Südafghanistan die Aufständischen über die Grenze treiben könnten.

### Wirksamkeit
Am 7. Juli 2009 sagten afghanische Verteidigungsbeamte, dass die Taliban und ihre Kommandeure der großen US-Offensive entkamen und einfach in Gebiete im Westen und Norden gezogen sind. Damit führte dies zu Befürchtungen, dass das Problem mit den Aufständischen sich nur verschoben hat.
General Zahir Azami, der für das afghanische Verteidigungsministerium sprach, sagte, dass die Taliban-Kämpfer seit Beginn der Gefechte in die nördliche Region Helmands in der Nähe von Baghran, einem von deutschen Streitkräften kontrolliertes Gebiet, und an den östlichen Rand der Provinz Farah (italienische Kontrolle) gezogen seien. Dies löste Beschwerden von deutschen und italienischen Kommandanten aus, da deren Truppen dort Schutz suchten. Des Weiteren stellten sie sich die Frage, ob die USA über genügend Truppen verfüge, um die Islamisten zu verfolgen und unschädlich zu machen. Der Plan von Armeegeneral Stanley McChrystal sah vor, dass die gewonnenen Gebiete verteidigt werden müssen und man gleichzeitig die nördlichen und westlichen Regionen der deutschen und italienischen Streitkräfte unterstützen sollte.
Brig. Gen. Mahaiddin Ghori, der afghanische Armeekommandant in Helmand, schätzte, dass in der Provinz Helmand etwa 500 ausländische und weitere 1.000 afghanische Taliban lebten. Allerdings hatte er keine Schätzungen darüber, wie viele geflohen sind. US- und NATO-Beamte gaben zu, dass die Taliban das Weite suchten und sie hätten während der Offensive weniger Kämpfe gesehen, als sie erwartet hatten.

### Verluste
Während der Operation wurden 14 US-Marines, zwei afghanische Soldaten und ein afghanischer Dolmetscher getötet. Die USA zählen den Feind nicht offiziell als tot, so dass es fast unmöglich ist eine genaue Anzahl der Taliban zu ermitteln, die bei der Operation ums Leben gekommen sind.